# Leonid Martynov
Pour les articles homonymes, voir Martynov.
Leonid Nikolaïevitch Martynov (en russe : Леонид Ниқолаевич Мартынов) est un poète et traducteur russe et soviétique, né le 9 mai 1905 (22 mai dans le calendrier grégorien) à Omsk (Empire russe) et mort le 21 juin 1980 à Moscou (Union soviétique).

## Biographie
Petit-fils de Martyn Lochtchiline, fils de Nikolaï Ivanovitch Martynov, technicien des chemins de fer à Omsk dont le père était issu d'une famille de la classe moyenne qui travaillait dans les transports fluviaux et fils de Maria Grigorievna Zbarskaïa enseignante issue d'une famille dont le père était ingénieur militaire, il naquit à Omsk dans une maison de la rue Joukova, nommée rue du camp en 1905. Il passa aussi une partie de sa petite enfance dans le wagon de queue où travaillait son père mais en 1909 ses parents déménagèrent et allèrent habiter au 30 de la rue de l'Aube rouge, nommée avenue Saint-Nicolas jusqu'en 1919, où il resta jusqu'en 1932. Intéressé par la technologie, le dessin, la peinture, les arts, la lecture (Sir Arthur Conan Doyle, Jack London, Alexandre Grine) et surtout par la poésie après avoir rencontré celle de Vladimir Maïakovski, encouragé et soutenu dans ses goûts par ses parents, il commença à écrire des poèmes dès l'école secondaire d'où il sortit diplômé en 4e année sans avoir terminé ses études qui furent interrompues par la Révolution russe.
À partir de 1920, il commença à travailler dans la presse, rejoignit un groupe d'artistes, d'acteurs et de poètes futuristes de sa ville natale mené par Anton Sorokine où avec Vissarion Chebaline, Nikolaï Mamontov, Victor Oufimtsev il anima le « Trio Tchervonnaya » de 1921 à 1922. Ses premiers vers parurent dès 1921 dans trois journaux d'Omsk : Signal, Rabotchi pout [Voie ouvrière] et Goudok [Sifflet]. À la fin de l'année il se rendit à Moscou pour s'inscrire au Vkhoutemas afin d'y rencontrer des artistes d'avant-garde et s'imprégner à leur fréquentation de leur modernité. Nikolaï Mamontov qui était avec lui ne fut pas accepté car on jugea qu'il était assez expérimenté et avait assez de notoriété pour pouvoir se passer de cette formation. Mais le paludisme et les pénuries alimentaires les poussèrent tous les deux à rentrer à Omsk où Léonid Martynov reprit son travail de journaliste, sa participation à la vie artistique de la cité et écrivit des poèmes.
En 1924, pour rédiger des articles pour le journal Sovetskaïa Sibir, dont le siège se trouvait à Novonikolaïevsk (à partir de 1925 Novossibirsk), il fit plusieurs voyages en Sibérie, dans les steppes du sud le long de la route postale Tachkent-Semipalatinsk, le long de laquelle allait être construit le Turksib de 1930 à 1932. Il enquêta sur les ressources géologiques, géodésiques, économiques du Kazakhstan, se rendit au Turkestan, au Jetyssou, observa la construction de fermes modèles qui servait la propagande, rechercha des défenses de mammouth entre l'Ob et l'Irtych, consulta des manuscrits à Tobolsk, survola à bord d'un avion la steppe de Baraba. Il rendit compte de cette période dans le livre Fourrages ou voyage d'automne le long de l'Irtych édité à Moscou en 1930 et la même année il publia une importante série de poèmes dédiés au passé historique de la Russie dont les titres se trouvent dans la liste des œuvres qui suit cette tentative de biographie.
En 1932, il aurait remis à l'éditeur de La Jeune Garde Le livre de récits sur l'amour et la haine dans les premières années de la reconstruction socialiste, dont le manuscrit a disparu et qui ne fut jamais publié. La même année, inculpé de propagande contre-révolutionnaire, le 10 avril, il fut arrêté et pour avoir appartenu à la « Brigade de Sibérie », en application des articles 58-10 du Code pénal de la RSFSR, il fut condamné à un exil administratif à Vologda (Le 17 avril 1989, à titre posthume, il fut lavé de cette accusation et réhabilité). Il fit une requête pour être transféré hors de Severny kraï (ru), le lieu de détention; un an après Moscou lui répondit qu'on pouvait l'envoyer au bord de la mer, en Asie. Sa situation personnelle ayant changé il demanda à rester à Vologda. Il y vécut jusqu'en 1935 où il travailla au journal local Krasny Sever. Il y rencontra Nina Popova avec laquelle, à la fin de son exil, il rentra à Omsk. Il se marièrent et restèrent ensemble jusqu'à la mort de Nina en 1979.
L'année 1936 fut le début de la reconnaissance littéraire ; Vivian Itine (ru) qui était rédacteur en chef de la revue Feux de Sibérie fit publier l'esquisse en prose La forteresse d'Om et Ouvenkaya. Les deux hommes, selon Léonid Martynov, restèrent unis par de nombreux intérêts publics, politiques et professionnels.
Le premier de ses livres publié à Omsk fut Vers et poèmes, en 1939, qui lui procura la gloire littéraire dont une critique élogieuse de Constantin Simonov dans la Literatournaïa gazeta du mois de juillet et l'année suivante deux ouvrages furent édités simultanément à Omsk et à Moscou : La forteresse sur l'Om et Poèmes.
En 1942 grâce aux efforts de l'écrivain Andreï Kalintchenko il fut admis à l'Union des écrivains soviétiques. L'année suivante Constantin Simonov lui offrit de prendre sa place en tant que correspondant de guerre pour le journal de l'armée russe Krasnaïa Zvezda. Il retourna à Omsk où il fut immédiatement incorporé à l'école d'infanterie mais en raison de son état de santé, il fut réformé et continua de servir en écrivant l'histoire de l'école qu'il venait de quitter.
En 1945, malgré des critiques virulentes mais injustifiées[réf. souhaitée], dont celles d'Alexandre Fadeïev, il put, grâce à l'aide du nouveau secrétaire de l'union des écrivains, Nikolaï Tikhonov, faire paraître sa série Loukomorie. La même année, plusieurs de ses poèmes furent mis en musique pour la cantate Nous sommes venus écrite par Isaac Dounaïevski.
En février 1946, il quitta Omsk pour aller habiter à Moscou, au 11 de la rue Sokolnitcheskaya, dans une pièce de 11 m2 qui fut son adresse jusqu'en 1957, c'est-à-dire pendant onze ans. En décembre de l'année de son installation à Moscou, la Literatournaïa gazeta publia un article de Véra Inber au sujet de la forêt d'Ertsinsky qui déclencha de vives polémiques à Moscou, Omsk, Novossibirsk. Après la série de virulentes critiques injustifiées qu'avait subi en 1945 sa série Loukomorye, ce fut le coup de grâce : on détruisit les exemplaires et on lui interdit de publier pendant neuf ans, c'est-à-dire jusqu'à la fin du stalinisme.
En 1955, période où une nouvelle génération de poètes, Evgueni Evtouchenko, Andreï Voznessenski concentrait l'intérêt des lecteurs, il put à nouveau publier et dès la sortie de son premier livre Poèmes, le succès fut tel qu'il devint difficile d'en trouver un exemplaire mais en 1957 il fut réédité. S'ensuivit une telle cascade de parutions, au moins une vingtaine avant 1980, que cela agaça Anna Akhmatova qui pensa que cet engouement pouvait se retourner contre son auteur. Mais cette notoriété ne l'empêcha pas de mener sa vie à l'écart de tout ce tumulte. À cette époque, c'est-à-dire dans les années cinquante, ses poèmes L'eau, Feuilles, Soirée furent mis en musique par Mikaël Tariverdiev. Viktor Berkovski (en) fit de même avec la chanson Tu me traites comme aux champs mais est-ce à cette période de sa vie ?
En 1966, il obtint le Prix d'État Maxime Gorki (ru) pour le recueil Primogéniture qui avait paru l'année précédente.
Pour permettre aux lecteurs de langue russe de découvrir les poètes des autres pays, dès l'année 1950, il commença les traductions de poèmes d'auteurs étrangers. Pas seulement dans la collection Les poètes de divers pays édité par les Éditions du Progrès, en 1964, il traduisit de l'anglais Charles Dibdin, Alfred Tennyson, du tchèque Jan Neruda, de l'espagnol Pablo Neruda, du hongrois Endre Ady (Poèmes), Hidas Antal, Gyula Illyés (Théâtre), Sandor Petöfi, Imre Madách (La tragédie de l'homme), Attila József, Mihály Vörösmarty (Csongor et Tunde), ensemble de travaux pour lequel le gouvernement hongrois lui décerna par décret «la crête d'argent» en 1949, «l'étoile d'or» en 1964 et «l'étoile d'argent» en 1970. Il traduisit aussi du lituanien Eduardas Mieželaitis (en), du polonais Jan Kochanowski, Adam Mickiewicz, Julian Tuwim, Juliusz Słowacki, Julian Przybos (en), Adam Ważyk (en), Cyprian Kamil Norwid, Konstanty Ildefons Gałczyński, du français Arthur Rimbaud, Victor Hugo, Charles Baudelaire, de l'italien Salvatore Quasimodo, Gino Severini, du slovène Andrej Otona Župančič (sl), Miroslav Krleža, du tatar Hadi Taktash (Poèmes), (Lettres à venir), du bulgare qui lui valut d'être distingué par le gouvernement de «l'ordre de Cyrille et Méthode» du 1er degré. Aux récompenses obtenues en Bulgarie et en Hongrie il faut citer les nombreuses distinctions qui lui furent décernées dans sa patrie : en 1965, en 1971 et en 1975 l'Ordre du Drapeau rouge du Travail, en 1966 le Prix d'État Maxime Gorki (ru) pour son recueil de poèmes Primogéniture écrit en 1966, en 1974 le Prix d'État de l'URSS pour le recueil de poésies Hyperboles écrit en 1972.
Élu en 1971 à la société des auteurs, en 1973, il condamna Alexandre Soljenitsyne et Andreï Sakharov. En 1975, ses poèmes servirent pour la partie chantée, chanson La tendresse, de la symphonie no 9 pour baryton et orchestre à cordes écrite par Alexandre Lokchine et en 1996-1997, Andreï Semionov composa l'opéra Le Prisonnier d'Omsk à partir de La véritable histoire d'Ouvenkae diplômé de l'école d'interprètes asiatiques d'Omsk, que Martynov avait écrite en 1936.
Moins d'un an après le décès de son épouse, il s'éteignit à son tour et fut enterré au cimetière Vostriakovo, à Moscou, où selon ses dernières volontés on plaça onze pierres de sa collection sur sa poitrine.

## Œuvres
- Il y a quelques différences avec les titres des poèmes obtenus par la traduction automatique et beaucoup de ces titres ont servi pour donner un nom aux recueils.
- Dates de création trouvées :
- 1920
  - poème : Hausser le menton,
- 1921
  - poèmes : Nous les futuristes involontaires, Boulevard en province, Alla,
- 1922
  - poèmes : Au milieu des vieilles maisons, Heure grise, Rassmeytes,
- 1923
  - poème : Sonnet
- 1924
  - poèmes : Le vieil Omsk, L'heure de l'amiral, Tendresse,
- 1925
  - poème : Vent du Nord-Est,
- 1928
  - poèmes : Le bouffon, Regret,
- 1929
  - poèmes : Rivière du silence, Chronique,
- 1930
  - roman en vers : Chercheur de paradis
  - Conte de l'Ataman Basil Tyoumentsev
- 1930-1936
  - Histoire d'un ingénieur russe
- 1930-1939
  - roman en vers : Homespun Venus
- 1932
  - poème : Dentelle,
- 1933-1946
  - poème : La forêt d'Ertsinsky
- 1934
  - poème : Arbres,
- 1936
  - poème : La véritable histoire d'Ouvenkaya diplômé de l'école d'interprètes asiatiques d'Omsk, Ermak Timofeïévitch
- 1937
  - esquisse en prose, genre roman historique en vers : Chronique de la province de Tobolsk,
  - poème : Le chercheur de Paradis sur Ofen Loshchiline, son grand-père
- 1938
  - poèmes : Suédois en captivité, Hyper-Borei,
- 1939
  - poème : La clé traduit en français par Léon Robel,
  - recueil : Poèmes et poésies, son premier recueil,
  - esquisse en prose, genre roman historique : La Forteresse sur l'Om
- 1945
  - poèmes : Loukomorie, Les gens-le gagnant, Ensuite, Je pense que j'ai été élevé, Nous sommes venus,
  - recueils : La forêt d'Ertsinsky, Loukomorie, Le mec,
- 1946
  - poèmes : L'eau, Première neige, Un autre noir et la moustache et les sourcils...
- 1947
  - poème : Vacances,
- 1948-1954
  - poème : Quelque chose de nouveau dans le monde, Atome,
- 1949
  - poèmes : Riche et pauvre, Et j'ai négligemment jeté le serpent, Qu'avez-vous, le ciel est bleu ?,
- 1950
  - poème : La veille du printemps,
  - recueil : poèmes
- 1951
  - poèmes : Mensonge, Chanson, feuilles,
- 1952
  - poèmes : Et encore, l'automne..., Qui est le suivant ?, Personne-rien, Nuit, Pomme Primerzlo, Oiseaux, Septième sens, Encore une fois, je t'ai blessé,
- 1953
  - poèmes : Monde, Évènement, Je me souviens,
- 1954
  - poèmes : Elohovskom appel de la cathédrale (Elohovskom est une cathédrale de Moscou), Twenties, Le peintre traduit en français par Léon Robel, Magasins fermés, Boîte à musique, Autruche, Artiste,
- 1955
  - poèmes : Le pays, Grand-père, Lors de l'anniversaire, Écho,
  - recueil : poèmes,
- 1956
  - poèmes : Bilan de la journée, Comment cela s'est vraiment passé, Primogéniture,
- 1957
  - poème : Vous n'étiez pas encore,
- 1958
  - poème : Les gens,
- 1959
  - poème : Il se dévoile devant nous,
- 1960
  - poèmes : Notée, Avenue Lénine, Octobre, Tohu-bohu, J'ai parlé à un médium, J'ai suivi mon professeur veut dire, En été, il y avait une odeur qui sentait la lumière,
- 1960-1965
  - recueil : Droit d'aînesse
- 1960-1966
  - recueil : Voix de la nature
- 1960-1969
  - recueil : Noms de l'homme
- 1960-1970
- mémoires en prose : Stoglav
- 1961
  - poème : La conquête spatiale par l'être humain
- 1962
  - recueil : Le nouveau livre
  - poème : Le désir,
- 1963
  - poèmes : Le problème de la traduction traduit en français par Léon Robel, Mon, J'ai pris la vague vers..., Mes camarades par conséquent vous..., L'île radioactive, Filles,
- 1964
  - poèmes : Oh ! s'il nous écrit, Mère de mathématique,
  - recueils : traductions d'œuvres non russophones Poètes de divers pays
- 1965
  - poèmes : Lénine, Frégates de l'air,
  - recueil : Primogéniture
- 1966
  - recueil : Voix de la nature
  - poème : Prose de Sergueï Essenine,
- 1967
  - poèmes : Classiques, Gem, Jours de la Révolution, Journal de Chevtchenko (il s'agit probablement de Tarass Chevtchenko), Une histoire vraie, Vyatich, Ballade du compositeur Vissarion Chebaline, Introduction à Albert Einstein, Pourtant tout ce que je ressentais, Les noms des maîtres, Sont, Ballade en Eurasia, Été, Été (2e), Ne soyez pas, Novembre, Oh ! comme vous êtes vêtus différemment, Il patché, Bilan de la journée, Paysage, Poésie, Caché et recherché, Le Sirin, Rime, Pays de nuit, Bloc-notes, Poussée au soleil, Charte, Perdu dans la débâcle, Rencontre avec Tan, Vous n'étiez pas encore, Dans la cour comme si un coup de tonnerre..., Quand un poème ne convient pas,
- 1968
  - poème : Ballerine, Feuilles, Sur Lénine et l'Univers, Cross Didelot,
- 1969
  - recueil : Noms de l'homme
- 1970
  - poèmes : Enveloppe, Une goutte de sang, Livres, Souvenirs du taureau, Étoile du soir, Anges de la contestation, Réminiscence, Rêve, Fils, Mauvais temps habituel, Plongeur souterrain, Poésie, Mots, Réticents, Destin, Montre et solde, Pur, Rapport raisonnable, Je sais, Le phénomène Fiodor Tiouttchev,
- 1971
  - poèmes : Forêt, Avec la mort,
- 1972
  - poèmes : Pluie, Les lois du goût,
  - recueils : Hyperbole, Le Fardeau de la terre,
- 1974
  - poèmes : La ballade de Nicolas Roerich, État d'âme, Historien, Date, À la Saint-Martin, Monde de la rime, Certains poèmes sont pour les autres, Arc-en-ciel, Enchaînement de tempêtes, Je ne parle pas des fleurs,
  - courtes histoires autobiographiques : Frégates de l'air
- 1979
  - recueil : Enchaînement de tempêtes

- Classement par ordre chronologique d'édition car les dates de création n'ont pas été trouvées :
- 1957
  - poèmes : S'habituer au vieillissement, Température, Si, Gel, Nuit, La nuit-obscurité, Bonne chance,
- 1965
  - poèmes : Chemin d'accès unique, Dialectique de vol, Dans les temps anciens, Dans la distance, Gnome, Prince, Inspiration, L'origine du mal, Sont, Souvenirs, Il y a des gens qui, Grands-pères et petits-fils, Il, En bref, Feu, Porte rouge, Cris, Sur la rive, Nuit, Olive, Chansons, Contes de la forêt de Vienne, Alors, Twist en Crimée, Terril, Nostalgie, Lâche, Fatigue, La veille du printemps
- 1981
  - recueil : Réserves d'or
- 1982
  - histoires courtes : Similitudes,
- 1995
  - poèmes : Soyez, Voyageur,

- Sans date ou années imprécises
  - poèmes : 31 décembre 1950, Dédale, Maître, Le ciel révolutionnaire, Longjumeau où Lénine séjourna de mai à août 1911, Parmi les éclaircies de la forêt..., Sacré Bagryanych, La cellule du chroniqueur,